# Ordre de bataille lors de la bataille de Maida

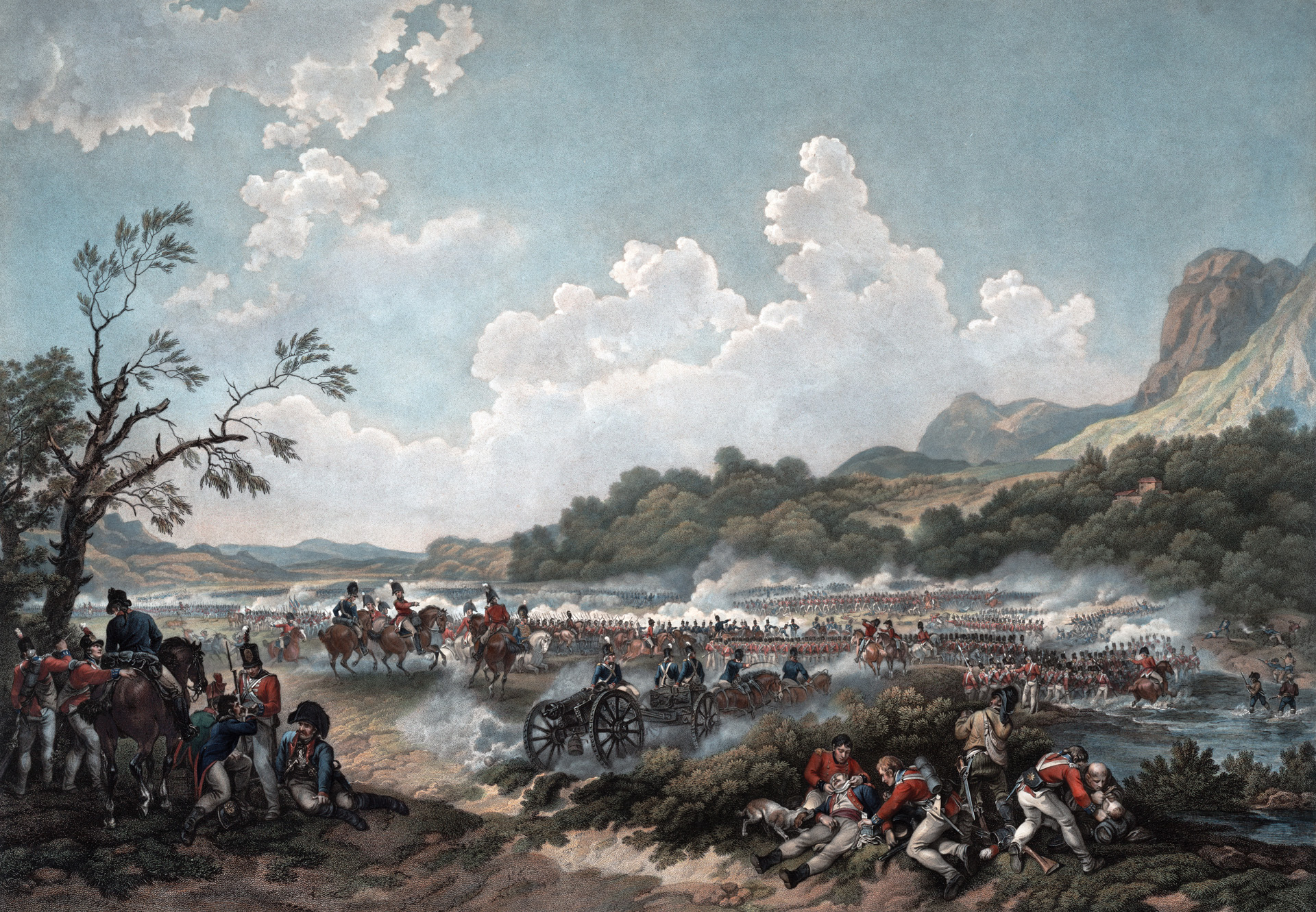
La bataille de Maida, par Philippe-Jacques de Loutherbourg.

La bataille de Maida, également appelée bataille de Sainte-Euphémie, se déroule le 4 juillet 1806 près de Maida, en Calabre, et oppose la division française du général Jean-Louis-Ébénézer Reynier à un corps expéditionnaire britannique sous les ordres du général John Stuart. L'affrontement se solde par une victoire britannique. Au début de l'année 1806, les armées françaises s'enfoncent en Italie et, occupant le royaume de Naples, forcent la famille royale à fuir en Sicile. La population calabraise se soulève alors contre les envahisseurs et mène une véritable guérilla contre les troupes françaises. Les insurgés bénéficient en outre du soutien d'un corps expéditionnaire britannique commandé par le général Stuart, qui débarque le 30 juin dans le golfe de Sainte-Euphémie. 
Les Français, qui sont à ce moment occupés par le siège de Gaète, ne peuvent lui opposer que la seule division du général Reynier. La rencontre a lieu le 4 juillet près de Maida, et s'achève sur une sérieuse défaite de Reynier. Hachées par la mousqueterie britannique et ébranlées par de vigoureuses charges à la baïonnette, les troupes françaises sont mises en déroute, après quinze minutes de combat. Vaincue, la division Reynier retraite sur Crotone, privée des renforts du maréchal Masséna qui piétine devant Gaète. La ville ne capitule que le 18 juillet 1806.

## Ordre de bataille français

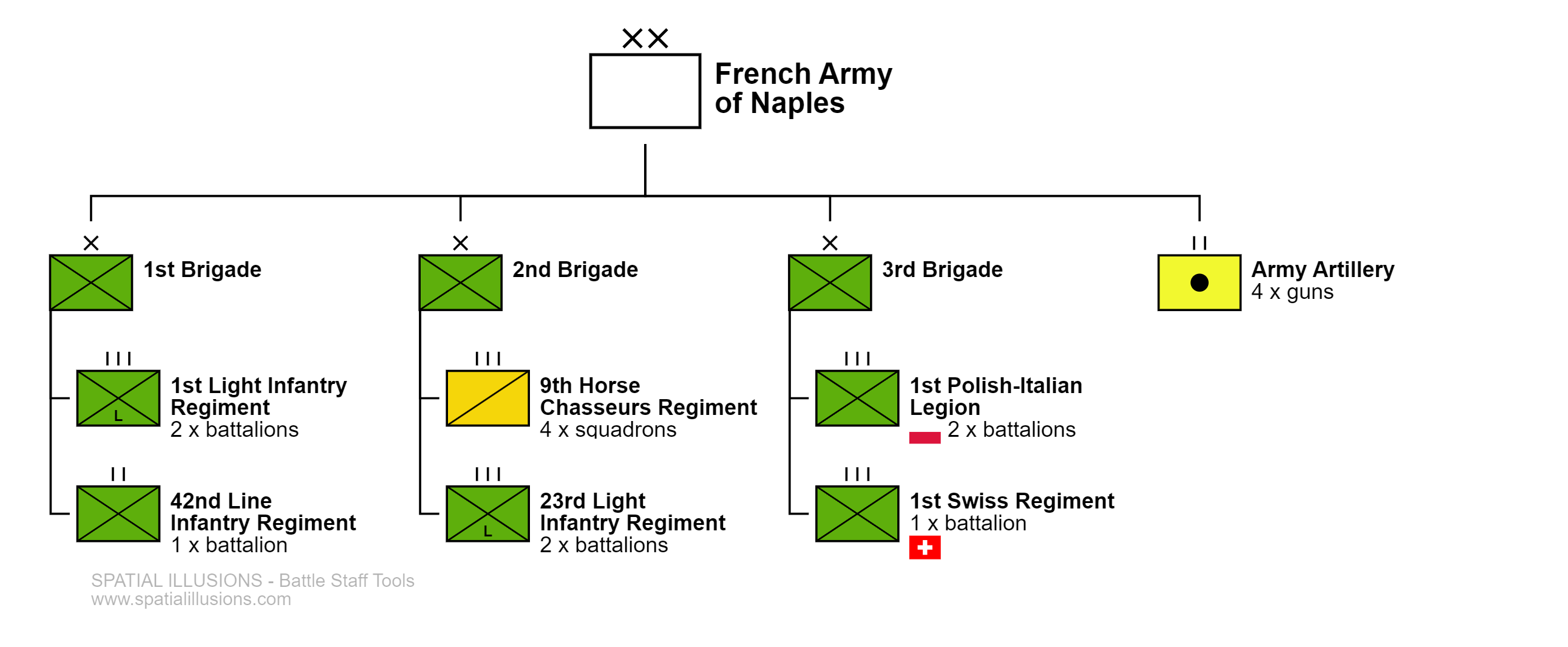
Organigramme des forces françaises durant la bataille de Maida.

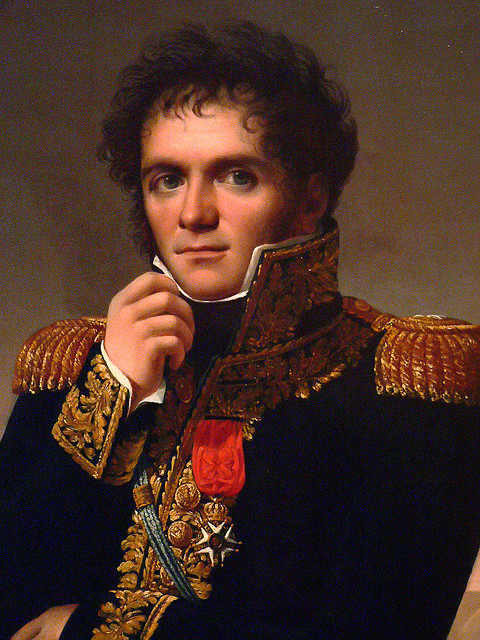
Le général de division Jean-Louis-Ébénézer Reynier, commandant en chef les troupes françaises à Maida. Huile sur toile de José Aparicio, 1806.

Général de division Jean-Louis-Ébénézer Reynier, commandant en chef — 5 300 hommes, 6 canons
- 1re brigade : général de brigade Louis Fursy Henri Compère — 4 bataillons, 2 400 hommes
  - 1er régiment d'infanterie légère, colonel Bourgeois — 2 bataillons, 1 360 hommes
  - 42e régiment d'infanterie de ligne, colonel Huard — 2 bataillons, 1 040 hommes
- 2e brigade : général de brigade Luigi Gaspare Peyri — 3 bataillons, 1 500 hommes
  - 1er régiment d'infanterie polonais, chef de bataillon Neucha — 2 bataillons, 937 hommes
  - 1er régiment d'infanterie suisse, chef de bataillon Clavel de Brenles — 1 bataillon, 563 hommes
- 3e brigade : général de brigade Antoine Digonet — 2 bataillons, 1 250 hommes
  - 23e régiment d'infanterie légère, colonel Abbé — 2 bataillons, 1 250 hommes
- Cavalerie : général de brigade Jean-Baptiste Franceschi-Delonne — 3 pelotons, 150 hommes
  - 9e régiment de chasseurs à cheval, capitaine Tessier — 3 pelotons, 150 hommes
- Artillerie : major Charles Pierre Lubin Griois — 6 canons, 150 hommes
  - 2e compagnie du 2e régiment d'artillerie à cheval — 4 canons de 6 livres
  - Détachement du 2e régiment d'artillerie à pied — 2 canons de montagne

## Ordre de bataille britannique

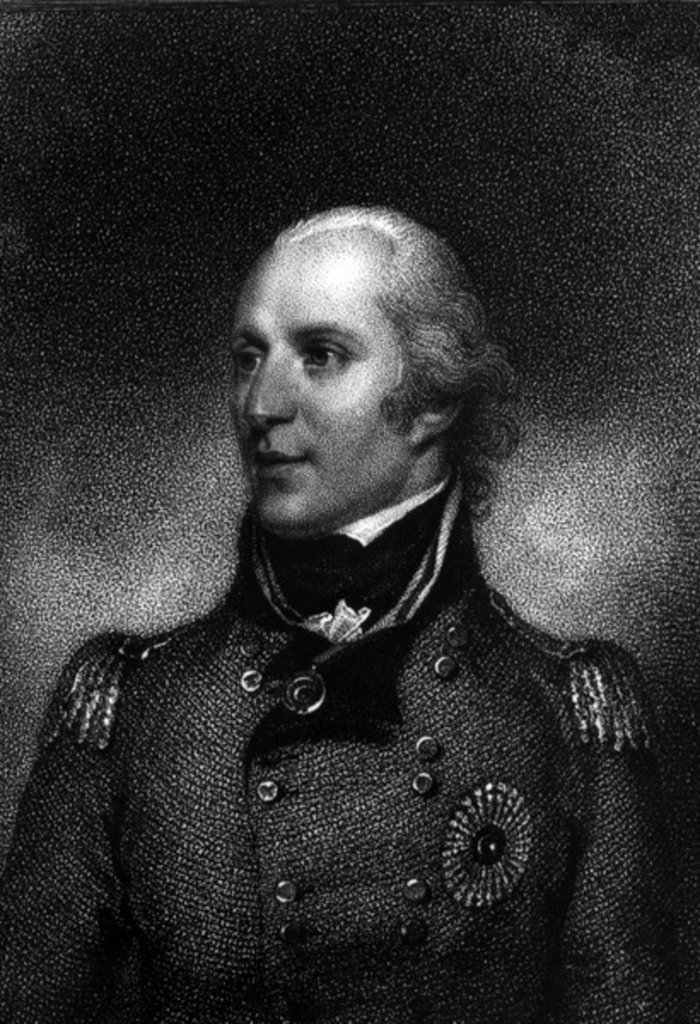
Le major-général John Stuart, commandant en chef l'armée britannique à la bataille de Maida.

Major-général John Stuart, commandant en chef — 6 295 hommes et 14 canons débarqués ; 5 922 hommes et 11 canons présents à Maida
- Chef d'état-major : lieutenant-colonel Bunbury
- Commandant le génie : captain Lefébure
- Attachés au quartier-général : 16 hommes du 20th Light Dragoons Regiment
- Light Brigade : lieutenant-colonel James Kempt — 1 150 hommes, 2 canons
  - Compagnies légères du 1er bataillon des 20th, 27th, 35th, 58th, 61st et 81st Regiments of Foot, de Watteville — 620 hommes
  - Flankers / Bests Shoots des compagnies du centre du 1er bataillon du 35th Regiment of Foot — 90 hommes
  - Royal Corsican Rangers — 2 compagnies, 315 hommes
  - Royal Sicilian Volunteers — 1 compagnie, 125 hommes
  - Artillerie de montagne de 4 livres — 2 canons
- 1re brigade : brigadier-général Galbraith Lowry Cole — 1 389 hommes, 2 canons
  - Compagnies du centre du 1er bataillon du 27th Regiment of Foot « Inniskilling » — 8 compagnies, 860 hommes
  - Compagnies de grenadiers du 1er bataillon des 20th, 27th, 35th et 58th Regiments of Foot — ?
  - 1er bataillon du 81st Regiment of Foot (suisse), de Watteville, lieutenant-colonel O'Callaghan — 529 hommes
  - Artillerie de montagne de 4 livres — 2 canons
- 2e brigade : brigadier-général William Ackland — 1 521 hommes, 2 canons
  - 2e bataillon du 78th Regiment of Foot « Ross-shire Buffs », lieutenant-colonel MacLeod — 10 compagnies, 838 hommes
  - Compagnies du centre du 1er bataillon du 81st Regiment of Foot — 8 compagnies, 683 hommes
  - Artillerie de montagne de 4 livres — 2 canons
- 3e brigade : colonel Oswald — 1 272 hommes, 2 canons
  - Compagnies du centre du 1er bataillon du 58th Regiment of Foot « Rutlandshire », lieutenant-colonel Johnstone — 8 compagnies, 656 hommes
  - Compagnies du centre « De Watteville » (suisses) — 4 compagnies, 308 hommes
  - Compagnies du centre « De Watteville » au Bastione di Malta — 4 compagnies, 308 hommes
  - Artillerie de montagne de 4 livres — 2 canons
- Artillerie : lieutenant-colonel John Lemoine — 259 hommes, 6 canons
  - Artillerie de campagne et obusiers, capitaine Dougal Campbell — 2 canons de 6 livres et 1 obusier
  - Artillerie de campagne et obusiers au Bastione di Malta — 2 canons de 6 livres et 1 obusier
  - Détachements d'artillerie (servant les pièces ci-dessus) :
  - Détachement no 24 du 2e bataillon de la Royal Foot Artillery, Carleton — 29 hommes
  - Détachement no 78 du 6e bataillon de la Royal Foot Artillery, Gamble — 53 hommes
  - Détachement no 96 du 8e bataillon de la Royal Foot Artillery, Baynes — 41 hommes
  - Détachement no 97 du 8e bataillon de la Royal Foot Artillery, Pym — 93 hommes
  - Détachement des Royal Engineers probablement en garnison au Bastione di Malta — 43 hommes
- Renforts : major Robert Ross — 704 hommes
  - Compagnies du centre du 1er bataillon du 20th Regiment of Foot « East Devonshire » — 8 compagnies, 704 hommes[2]